# Persée (opéra)
Pour les articles homonymes, voir Persée (homonymie).
Persée est une tragédie en musique de Jean-Baptiste Lully composée en 1682. Typique de l'opéra lullyste, elle comprend une ouverture à la française, un prologue à la louange de Louis XIV et cinq actes. Le livret a été composé par Philippe Quinault.

## Historique
La première représentation de Persée à Versailles devait se dérouler dans la cour de marbre. En raison du mauvais temps, on dut y renoncer. Mais Lully prit l'initiative de dresser un théâtre de fortune dans les écuries :
« Théâtre, orchestre, haut dais, rien n'y manquoit. Un très-grand nombre d'orangers, d'une grosseur extraordinaire, très-difficiles à remuer, et encore plus à faire monter sur les théâtres, s'y trouvèrent placés. Tout le fond étoit une feuillée, composée de véritables branches de verdures, coupées dans la forêt. Il y avoit dans le fond et parmi les orangers, quantité de Figures, de Faunes et de Divinités, et un fort grand nombre de girandolles. Beaucoup de personnes qui savoient de quelle manière ce lieu étoit quelques heures auparavant, eurent peine à croire ce qu'elles voyoient » (Le Mercure françois).
Persée est créé le 18 avril 1682 à l'Académie royale de musique.
Quelques mois plus tard, pour célébrer la naissance du duc de Bourgogne, petit-fils de Louis XIV, Lully offrit au peuple parisien une représentation de Persée gratuite. Le vin coula à flots dans cette fête populaire impressionnante.

## Résumé
ACTE I : Le palais du roi Céphée et de la reine Cassiopée d'Éthiopie
Le roi Céphée exprime la terreur que son peuple ressent face à Méduse, la femme aux cheveux de serpent : quiconque la regarde est pétrifié. La déesse Junon a envoyé Méduse pour punir la reine Cassiopée de son insolence, celle-ci ayant osé comparer sa propre beauté à celle de la déesse. Afin d’apaiser la colère de Junon, Cassiopée a organisé des jeux en son honneur. Nous apprenons que Mérope, la sœur de la reine, aime secrètement Persée. Cependant, Persée aime et est aimé d’Andromède, la fille du roi. Andromède est promise à Phinée, son oncle, qui, fou de jalousie, l’accuse de ne pas lui rendre son amour, suspectant qu’elle en aime un autre. Andromède lui assure qu’elle remplira son devoir et l’aimera. À la fin de l’acte, nous apprenons que Junon a rejeté les sacrifices offerts en son honneur. Des messagers arrivent avec la terrible nouvelle que Méduse a encore fait des victimes.
ACTE II : Les jardins du palais
Céphée annonce que Persée combattra Méduse pour libérer l’Éthiopie de sa terreur ; s’il réussit, il aura Andromède pour épouse. Phinée est outré. Andromède et Mérope avouent leur amour commun pour Persée et prient pour son retour sain et sauf. Alors qu’Andromède et Persée se disent adieu, elle ne peut s’empêcher de lui avouer qu’elle ne l’aime que lui. Mercure assure à Persée l’aide de tous les dieux (excepté Junon). Une troupe de Cyclopes lui apporte une épée forgée par Vulcain, des Nymphes guerrières lui offrent le bouclier de diamant de Pallas, et des Esprits ardents venus des Enfers lui remettent le casque de Pluton.
ACTE III : La demeure des Gorgones
Autrefois une femme d’une grande beauté, connue pour sa chevelure magnifique, Méduse raconte comment elle a été transformée en monstre aux cheveux de serpent par la main de la déesse Minerve, jalouse de sa beauté. Mercure jette un sort de sommeil sur Méduse et les Gorgones, qui tentent de résister, mais en vain. En utilisant le bouclier de Minerve comme miroir pour éviter de poser les yeux sur Méduse, Persée la décapite. Grâce au casque de Pluton, qui le rend invisible, il échappe à la colère des autres Gorgones et s’enfuit en emportant la tête de Méduse.
ACTE IV : Une côte rocheuse en Éthiopie
Les Éthiopiens célèbrent la victoire en attendant le retour triomphant de Persée sur une côte rocheuse. Une tempête éclate, et le marin Idas arrive pour annoncer que la furieuse Junon, avec l’aide de Neptune, est déterminée à sacrifier Andromède à un monstre marin. Phinée déclare qu’il préfère voir Andromède morte plutôt que dans les bras de son rival, avouant que son amour pour elle s’est éteint. Sous les yeux désespérés du roi, les Tritons enchaînent Andromède à un rocher. À la dernière seconde, Persée vole au secours de la princesse et tue le monstre. La tempête se dissipe, et les Éthiopiens célèbrent la victoire.
ACTE V : Une salle de réception préparée pour le mariage de Persée et Andromède
Désespérée, Mérope aspire à la mort, puis est rejointe par Phinée. Tous deux conspirent pour se venger de Persée avec l’aide de Junon. Cependant, alors que le grand prêtre commence la cérémonie du mariage, Mérope se repent de sa trahison et avertit Persée de l’approche des assassins envoyés par Phinée. Les invités du mariage s’enfuient. Au cours de la bataille qui s’ensuit, Mérope est frappée par une flèche et meurt. Avec l’aide de Junon, la bataille tourne à l’avantage de Phinée ; cependant, Persée utilise la tête de Méduse pour pétrifier son ennemi.
Le décor change pour le palais de Vénus. La déesse descend du ciel et annonce que Junon est enfin apaisée et que les Éthiopiens peuvent désormais vivre en paix. Tandis que Céphée, Cassiopée, Persée et Andromède s’élèvent sur les ailes de Mercure, les Éthiopiens célèbrent par la danse et le chant.